# سیج، بتل اند پلزنت هیل، تگزاس
سیج (به انگلیسی: Sage) یک منطقهٔ مسکونی در ایالات متحده آمریکا است. این منطقه مسکونی ثبت نشده در شهرستان برنت، تگزاس. این منطقه نزدیک به شهر کوچکی از دریاچه ویکتور و هفت یا هشت مایلی برنت، تگزاس قرار دارد.

## کتابشناسی
- برسون، استل. «شهرهای کوچک و نام مکانها» تاریخچه شهرستان برنت. جلد 1. N.p. : n.p. ، n.d. 119-30. چاپ.
- تایلر، رونی C. راهنمای جدید تگزاس: در شش جلد. آستین: انجمن تاریخی ایالتی تگزاس، چاپ ۱۹۹۶.